# Maxi Iglesias

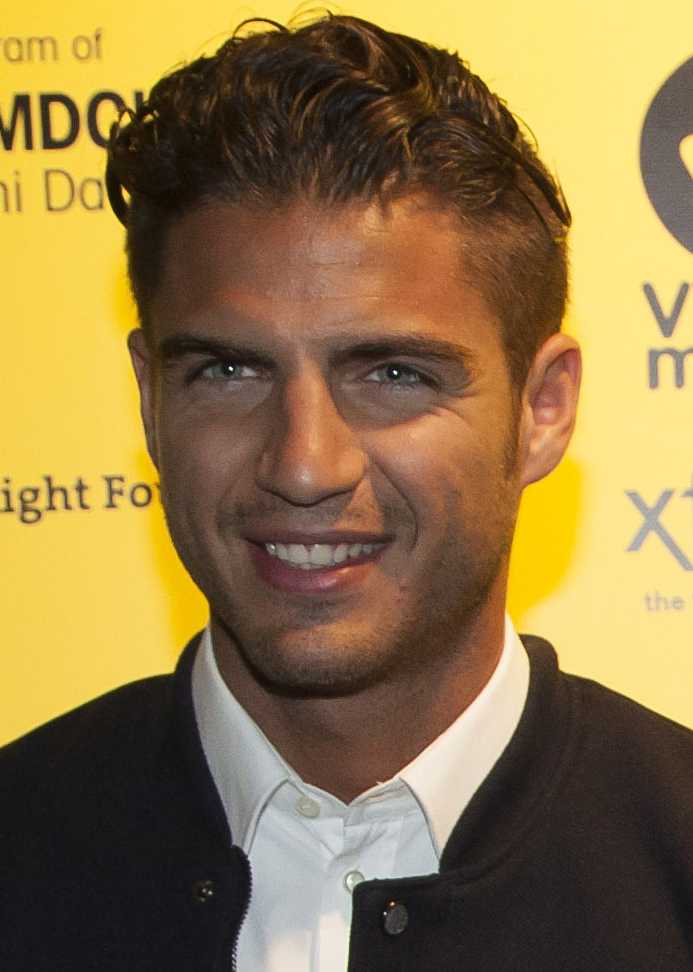
Maxi Iglesias (2015)

Maxi Iglesias (* 6. Februar 1991 als Maximiliano Teodoro Iglesias Acevedo in Madrid) ist ein spanischer Schauspieler.

## Leben
Maxi Iglesias wurde in Madrid geboren, wo er das Colegio Cardenal Spínola besuchte.
Erste Episodenrollen hatte er 2005 in den Serien Amar en tiempos revueltos, Cuéntame cómo pasó und Hospital Central. Von 2008 bis 2011 verkörperte er in der Serie Física o química des Fernsehsenders Antena 3 die Rolle des César Cabano. Weitere Serienrollen hatte er 2012 in Toledo als Martín Pérez de Ayala (Boomerang TV) und von 2013/14 als Maximiliano „Max“ Expósito Soto in der Serie Velvet von Antena 3. 2015 war er in der Serie Dueños del paraíso als Chad Mendoza zu sehen.
2019 spielte er in der Netflix-Filmkomödie Trotz allem von Gabriela Tagliavini die Rolle des Alejandro. In der Netflix-Serie Valeria mit Diana Gómez in der Titelrolle übernahm er 2020 die Rolle des Víctor. 2021 war er in der Serie Die Köchin von Castamar als Francisco Marlango zu sehen.
In der deutschsprachigen Fassung von Velvet und Trotz allem wurde er von Ricardo Richter synchronisiert, in Die Köchin von Castamar und Valeria lieh ihm Florian Hoffmann die Stimme.

## Filmografie (Auswahl)
- 1997: La pistola de mi hermano
- 2005: Amar en tiempos revueltos (Fernsehserie, eine Episode)
- 2005: Cuéntame cómo pasó (Fernsehserie)
- 2005: Hospital Central – En boca de todos (Fernsehserie, eine Episode)
- 2008: 8 citas
- 2009: Mentiras y gordas
- 2009: After
- 2010: El diario de Carlota
- 2010: Ocultas (Kurzfilm)
- 2011: Los protegidos (Fernsehserie)
- 2008–2011: Física o química (Fernsehserie)
- 2011: Paranormal Xperience 3D
- 2012: Toledo (Fernsehserie)
- 2012: El secreto de los 24 escalones
- 2014: Torrente 5: Operación Eurovegas
- 2013–2014: Velvet (Fernsehserie)
- 2015: Asesinos inocentes
- 2015: Dueños del Paraíso (Fernsehserie)
- 2015: Out There (Kurzfilm)
- 2016: Paquita Salas – Casada con esto (Fernsehserie)
- 2016: La embajada (Fernsehserie)
- 2016: En tu cabeza
- 2017: El final del camino – La catedral de Santiago (Fernsehserie)
- 2017–2018: Ingobernable (Fernsehserie)
- 2019: Trotz allem (A pesar de todo)
- 2019: Velvet Collection – Una Navidad para recordar (Velvet Colección, Fernsehserie, eine Episode)
- 2019: Toy Boy (Fernsehserie)
- 2020: Separadas (Fernsehserie)
- 2020–2021: Física o química: El reencuentro (Mini-Serie)
- 2021: Die Köchin von Castamar (La cocinera de Castamar, Fernsehserie)
- 2020–2021: Desaparecidos (Fernsehserie)
- 2020–2025: Valeria (Fernsehserie)